# Iglesia de Santa Ana (Guadix)
La Iglesia de Santa Ana es una iglesia de Guadix, provincia de Granada, Andalucía, España. Está ubicada en el barrio de Santa Ana.

## Historia
Sobre una mezquita, convertida en parroquia entre 1510 y 1520, se levantó este templo sobre 1545, interviniendo el albañil Francisco Roldán y el carpintero local Bartolomé Meneses.
En el 1940 se consolido.

## Descripción
Es una típica iglesia mudéjar de planta de cajón, obra de encintado de ladrillos y cubiertas de madera con sencillas lacerías. Consta de tres naves, separadas por pilares circulares con baquetones adosados y capiteles con molduras escalonadas, sujetando tres arcos formeros apuntados de tudor a cada lado.